# 美國參議院傳統
美國參議院傳統繁多，既有正式的傳統也有非正式的。本文列出若干現行和已成過去的傳統。

## 新進議員

### 首次演講
自參議院成立初期，新進議員就遵循著在議會辯論期間保持沉默一段時間的慣例。時長視乎時代和參議員個人而定，自幾個月到數年不等。這項傳統今已過時，僅餘對議員的首次重要講話（或稱“首講”）給予特別關注的部份。

### 傑佛遜聖經
從1904年開始，直到1950年代，國會新進議員每隔一年都會獲贈一本來自美國政府印刷局的《傑佛遜聖經》，即湯瑪斯·傑佛遜所編纂的聖經版本，其中刪掉了他認為有關超自然現象的敍述。1997年，一個名為「自由主義出版社(Libertarian Press)」的私人組織恢復了這項做法。

## 日常儀節
參議院的日常活動遵循的是《參議院常規》。依照傳統，日常會議都始於由參議院牧師或任何宗教代表所帶領的每日祈禱。結束後，則由參議院成員宣讀誓詞。

## 參議員離任
在國會議期結束時，參議員們依傳統照例要發表演講讚揚不會參加下屆國會的同僚們所曾做過的努力，並載入國會記錄中。
如果參議員是在任內離世，參議院依傳統休會一天，並降半旗致哀。逝世的參議員其辦公桌上會蒙上黑布並放置插滿白玫瑰的花瓶，其家鄉通常會有大批參議員前去致悼。

## 華盛頓的告別演說
參議院每年宣讀喬治·華盛頓總統的告別演說，始於1862年2月22日。最初是為了在美國內戰的至暗時刻鼓舞士氣。

## 參議院議場
參議院議場內的許多物品也自有其悠久的傳統。

### 參議院辦公桌
1819年，參議員新購辦公桌，以替換在1812年戰爭中毀於進攻華盛頓的英軍之手的那批。丹尼爾·韋伯斯特的辦公桌設計最為古老，未經19世紀時的改造，所以無法在桌面額外增加儲物空間。丹尼爾·韋伯斯特上任時宣稱，既然前任能在小小的辦公桌面上工作，那他也可以。之後每一位坐進這張辦公桌的參議員都拒絕再對其進行改造。根據一項參議院於1974年作出的決議，這張辦公桌分配給韋伯斯特出生地新罕布夏州的資深參議員。珍妮·沙欣自2011年以來一直使用這張辦公桌。

#### 蝕刻
參議員在辦公桌抽屜底部刻上自家名諱的傳統出現於二十世紀初。

#### 糖果桌
1965年，加州參議員喬治·羅伊·墨菲開創在議場後方一張桌子裡塞滿糖果的傳統，一直延續至今。

### 參議院法槌
參議院有三把沙漏形木槌，皆不帶手把。第一把木槌至少從1789年開始使用，但在參議院1954年會期中，時任副總統理查·尼克森（即參議院議長）於一場激辯中大力敲擊之下出現裂縫。在此之前，為防舊木槌進一步損壞，曾嘗試在木槌的兩端加裝銀板。印度曾向參議院致贈一把象牙製的法槌用以替代，並於1954年11月17日首次使用，以增進公眾對大象盜獵和非法象牙交易的認識。至少從2021年開始，用的是白色大理石製的法槌。
三柄法槌都收在桃花心木盒子裡，由一名參議院青年助理帶進議場。參議院休會時，法槌會收進美國參議院警衛官辦公室好生保管。

## 豆湯
參議院餐廳菜單上按慣例每天都有豆湯。這項傳統可以追溯到20世紀初，據說源於愛達荷州參議員Fred Dubois的請求，另有一說則是應明尼蘇達州參議員Knute Nelson 所請。參議院豆湯有兩種配方，Dubois豆湯裡加了馬鈴薯泥，可以煮出五加侖的湯。

## 泡泡紗星期四

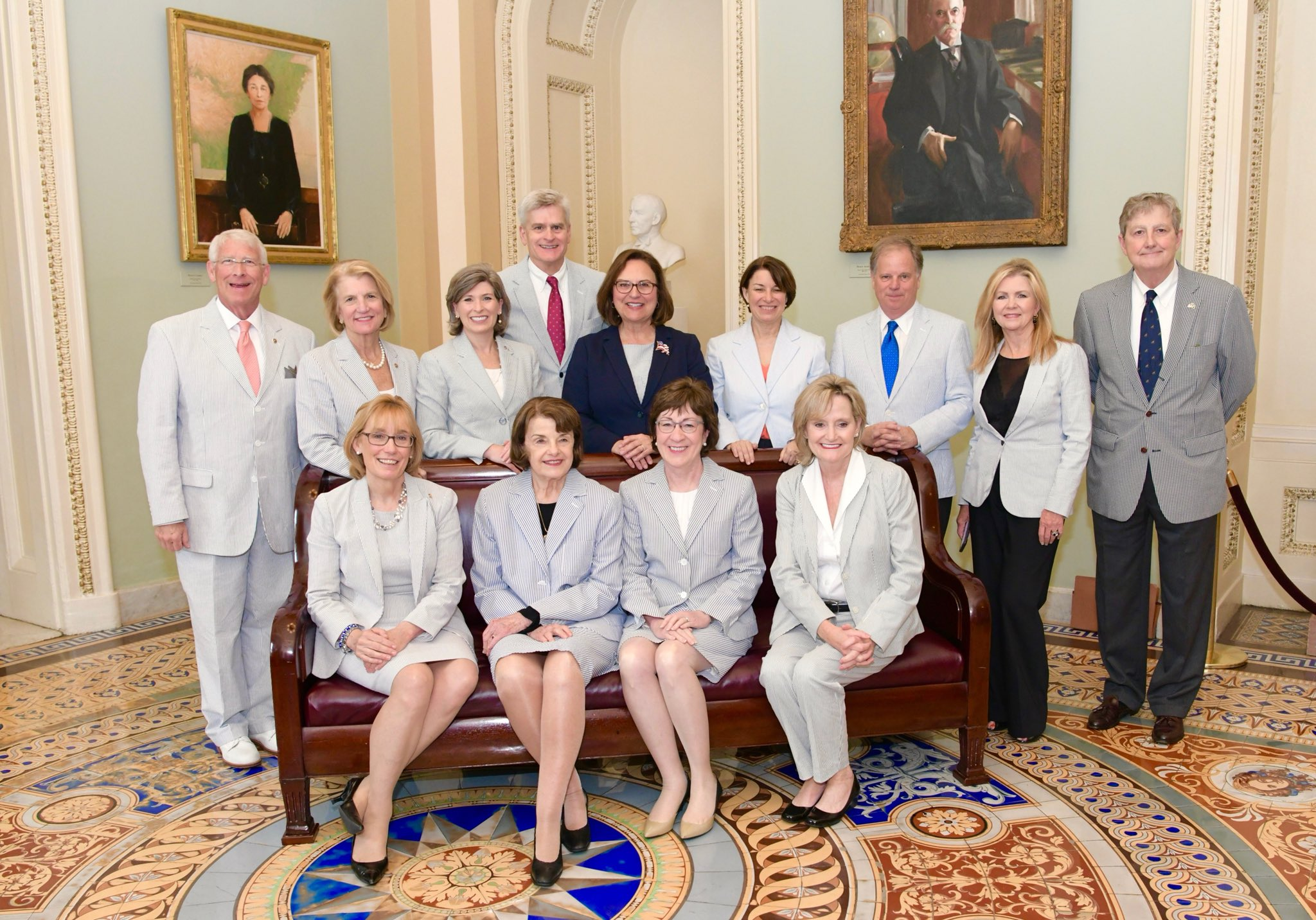
2019年，在泡泡紗星期四身著泡泡紗裝的議員們

泡泡紗星期四是每年的傳統節日，參議員們在全國泡泡紗日當天會穿著由泡泡紗製成的服裝。這款輕盈的棉質布料是美國南部的傳統服飾。
這項傳統由密西西比州共和黨籍參議員特倫特·洛特發起於1996年，希望“為國會大廈增添一絲南方魅力”，讓參議院憶起1950年代空調出現之前參議員們如何著裝。這項做法於2012年因國會陷入僵局而暫時中止，2014年起又恢復。
這項傳統雖說是年度性的活動，但在一年中的任一星期四看到國會工作人員身著泡泡紗裝也並不罕見。

## 聯邦任命慣例
作為一個整體機構，任何議員若對與其所在州份具地理聯繫的聯邦公職被提名者提出反對，參議院往往予以高度尊重，尤以反對者身屬執政黨時為最。而在野黨成員的反對意見通常不受同等重視。然而，美國參議院司法委員會甚至允許反對黨成員以「藍紙條」阻擋美國聯邦地區法院和美國聯邦上訴法院的法官提名，乃至美國聯邦檢察官和美國法警局。
與參議院「建議並同意」之權相關的另一慣例是，當聯邦公職被提名人身為現任或前任的美國參議員時，通常對提名直接表決，無需先提交相關委員會。而即使該候選人屬於另一黨派，參議員們也傾向於投票支持，儘管這項慣例不具約束性。參議院將此類提名送交委員會，或逕自否決該被提名人的情況極為罕見。

## 外部連結
- A list of traditions on the official U.S. Senate website
- U.S. Senate: Reference Home > Traditions